# Федоровський район (Костанайська область)
Фе́доровський район (каз. Федоров ауданы, рос. Фёдоровский район) — адміністративна одиниця у складі Костанайської області Казахстану. Адміністративний центр — село Федоровка.

## Населення
Населення — 24214 осіб (2021; 28348 у 2009, 37973 у 1999, 48297 у 1989).
Національний склад (станом на 2010 рік):
- росіяни — 9913 осіб (35,34 %)
- українці — 7959 осіб (28,38 %)
- казахи — 4718 осіб (16,82 %)
- німці — 2313 осіб (8,25 %)
- білоруси — 806 осіб
- татари — 535 осіб
- башкири — 321 особа
- азербайджанці — 247 осіб
- інгуші — 147 осіб
- молдовани — 173 особи
- мордва — 137 осіб
- поляки — 126 осіб
- удмурти — 73 особи
- вірмени — 46 осіб
- чуваші — 46 осіб
- чеченці — 32 особи
- корейці — 19 осіб
- інші — 438 осіб

## Історія
Район був утворений 1928 року.

## Склад
До складу району входять 1 сільська адміністраці та 12 сільських округів:
| Поселення                        | Площа, км² | Населення, осіб (1989) | Населення, осіб (1999) | Населення, осіб (2009) | Населення, осіб (2021) | Центр         | Населені пункти |
| -------------------------------- | ---------- | ---------------------- | ---------------------- | ---------------------- | ---------------------- | ------------- | --------------- |
| Новошумна сільська адміністрація | -          | 2168                   | 1799                   | 1239                   | 959                    | Новошумне     | 1               |
| Банновський сільський округ      | -          | 3344                   | 2804                   | 2445                   | 2029                   | Банновка      | 4               |
| Вишневий сільський округ         | -          | 2165                   | 1853                   | 1279                   | 761                    | Вишневе       | 5               |
| Воронезький сільський округ      | -          | 2294                   | 1841                   | 1718                   | 1452                   | Придорожне    | 3               |
| Комишинський сільський округ     | -          | 4362                   | 3041                   | 2028                   | 1370                   | Чистий Чандак | 7               |
| Костряковський сільський округ   | -          | 2766                   | 2503                   | 1903                   | 1543                   | Костряковка   | 4               |
| Коржинкольський сільський округ  | -          | 4153                   | 2557                   | 1433                   | 1089                   | Лісне         | 4               |
| Косаральський сільський округ    | -          | 2632                   | 2091                   | 1237                   | 888                    | Кенерал       | 2               |
| Ленінський сільський округ       | -          | 2460                   | 2137                   | 1448                   | 1262                   | Леніно        | 4               |
| Первомайський сільський округ    | -          | 2228                   | 1777                   | 1133                   | 838                    | Первомайське  | 2               |
| Пішковський сільський округ      | -          | 5567                   | 4552                   | 3687                   | 3162                   | Пішковка      | 5               |
| Федоровський сільський округ     | -          | 14158                  | 10011                  | 8798                   | 8861                   | Федоровка     | 8               |

- 18 грудня 2019 року Чандацький сільський округ був розділений на Дорожненську сільську адміністрацію, Крамську сільську адміністрацію та Мирненську сільську адміністрацію; ліквідовано Дорожненську сільську адміністрацію, Крамську сільську адміністрацію та Мирненську сільську адміністрацію, території увійшли до складу Комишинського сільського округу.[4].

## Найбільші населені пункти
Населені пункти з чисельністю населення понад 1000 осіб:
| № | Населений пункт | Населення, осіб (1989) | Населення, осіб (1999) | Населення, осіб (2009) | Населення, осіб (2021) |
| - | --------------- | ---------------------- | ---------------------- | ---------------------- | ---------------------- |
| 1 | Федоровка       | 11793                  | 7626                   | 6410                   | 6976                   |
| 2 | Пішковка        | 3478                   | 2995                   | 2912                   | 2590                   |
| 3 | Костряковка     | 1357                   | 1252                   | 1108                   | 1062                   |